# 2005년 뉴욕 메츠 시즌
2005년 뉴욕 메츠 시즌은 메이저리그의 구단인 뉴욕 메츠의 2005년 시즌이다. 팀은 내셔널리그 동부지구 4위에 그쳐 포스트시즌 진출에 실패했다. 윌리 랜돌프 감독의 부임 첫 시즌이었으며, 서재응과 구대성이 선수로 뛰었다.

## 선수단
- 선발투수 : 마르티네즈, 글래빈, 서재응, 벤슨, 잠브라노, 트락셀, 이시이
- 구원투수 : R.에르난데스, 헤일먼, 파딜라, 타카츠, 산티아고, 에레디아, 구대성, 링, 아이바, 매튜스, 그레이브스, 벨, 해뮬럿, 디진
- 마무리투수 : 루퍼
- 포수 : 카스트로, 피아자, 디펠리스
- 1루수 : 민케이비츠, 제이콥스, 우드워드, 다우바치, 오퍼맨, 카이로
- 2루수 : 마츠이, A.에르난데스
- 유격수 : 레예스
- 3루수 : 라이트
- 좌익수 : 플로이드, 앤더슨, 윌리엄스
- 중견수 : 벨트란, 카메론
- 우익수 : 디아즈, 발렌트

## 같이 보기
- 2013년 시카고 컵스 시즌